# José Manuel Iglesias
José Manuel Iglesias (Madrid, 11 de agosto de 1965) es un profesional de la comunicación y marketing, director y guionista de cine documental y publicitario, así como escritor especializado en temáticas gastronómicas.
En el ámbito de los Estudios Internacionales ha ocupado diferentes cargos en organismos e instituciones como SEi o certeza forum, siendo su especialidad el marketing político. En diciembre de 2022 fue investido como doctor honoris causa en Cooperación Internacional por la Universidad de Estudios de Posgrado en Derecho EPED / Unipol de México.

## Biografía

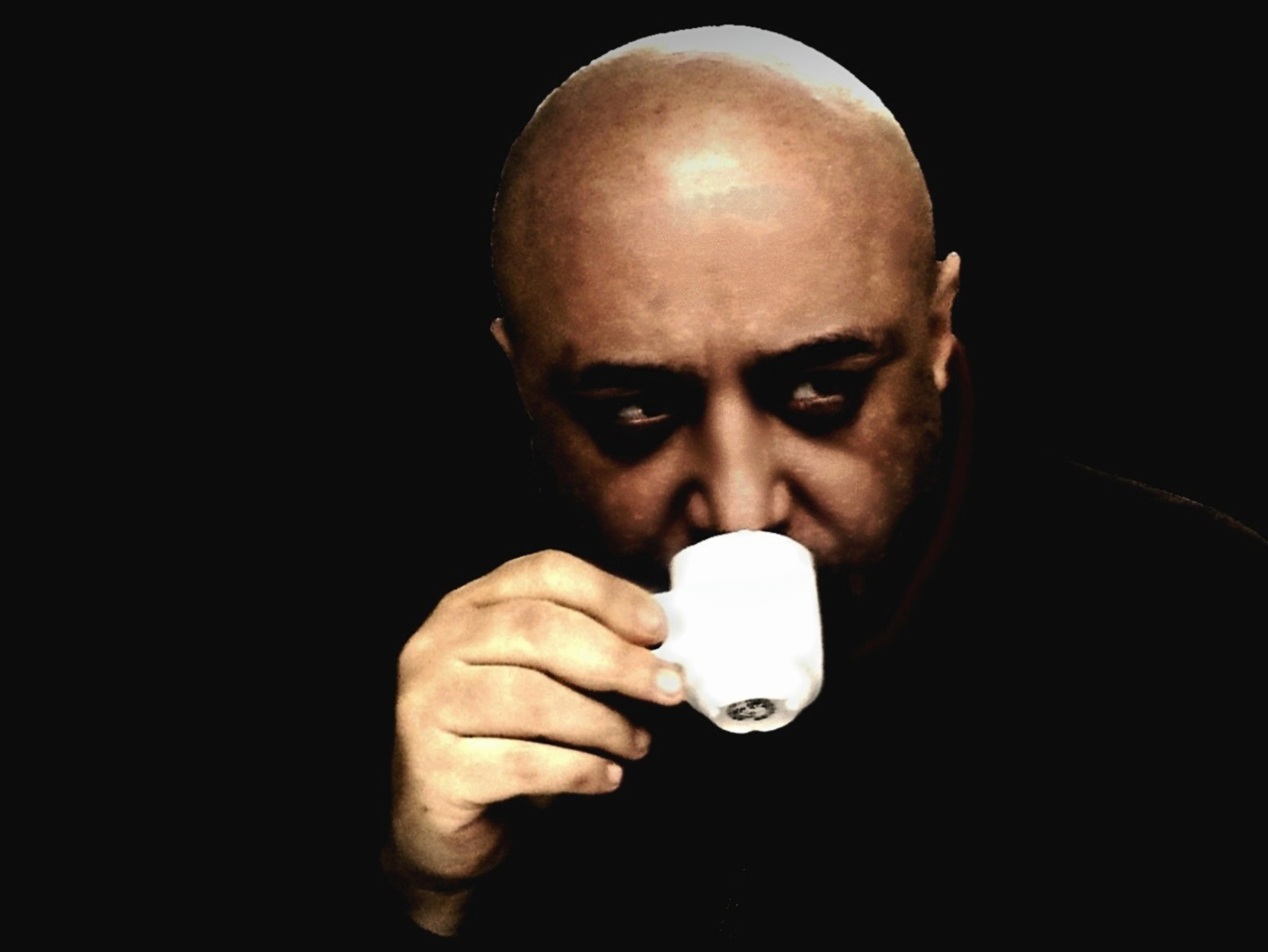
José Manuel Iglesias en "Café se escribe con ce"

En la década de 1980 comenzó a trabajar en el campo de la publicidad. Ocupó durante casi quince años los puestos de director de arte, director creativo y director general en diferentes agencias de publicidad, de marketing directo y MK relacional en España e Inglaterra trabajando para marcas comerciales de prensa, alimentación, banca, etc.
Ha realizado trabajos publicitarios para Banesto, BBV, CAM, CCL, Caja Madrid, ICO, El País, El Mundo, ABC, Antena 3, Tele5, Alimentos de Andalucía, Turespaña, Castilla y León, ONCE, Cruz Roja Española, Unicef, Greenpeace y la Asociación Amigos de los leprosos Raoul Follerau. Dada su especialización en comunicación política, ha colaborado con trabajos de creatividad, realización audiovisual, asesoría y campañas de marketing y publicidad política para prácticamente todos los grandes partidos políticos españoles nacionales y autonómicos. También ha actuado de asesor en mercadotecnia electoral en el exterior.
Desde 1996 se dedica a trabajos en el campo audiovisual, como guionista y como realizador de televisión. Ha realizado cine documental y cine publicitario, contando desde entonces con más de doscientos anuncios comerciales, documentales y vídeos institucionales rodados.
De 1996 al 2004 fue realizador en las productoras Boomerang TV (Doble Diez Levante), Escosura Producciones, Malvarrosa Media, Teo Escamilla Producciones, Promur, DaVinci Producciones y Taumatronic. Fue director del equipo de filmación de ACNUR (UNHCR) - Unicef durante varios años (2001-2006), en los que dirigió los proyectos documentales Somewhere y Ojalá, con las productoras Doble Nostrum y Triper & Zapin. A lo largo de los años 2003y 2004 rodó el largometraje Compañero del Alma, elegía a Miguel Hernández, poeta con premier técnica en Elche, preestrenos en el año 2005 en Torrevieja y Cox, y que estrenó oficialmente en el cine Palafox de Madrid.
En el año 2005 fue nombrado delegado para Latinoamérica de la ADE (Asociación de productores y directores de documentales españoles), miembro de FAPAE y ha copresidido entre 2010 y 2013 la Asociación Española de Escritores y Periodistas de Cultura Gastronómica.
En septiembre de 2013 fue nombrado director general de Relaciones Institucionales de la Sociedad de Estudios Internacionales (SEI), con sede en Madrid, donde imparte las materias correspondientes a mercadotecnia electoral y marketing político en el Curso de Altos Estudios Internacionales, diplomatura que organiza y otorga la SEI anualmente desde 1954 y que está refrendado por el Ministerio de Asuntos Exteriores y certificado por la Universidad Rey Juan Carlos.
Desde marzo de 2022 es el presidente ejecutivo de la organización académica ´certeza forum de estudios internacionales´, que imparte el Curso de Postgrado de experto en Altos Estudios Internacionales, con sedes en Madrid (España), México DF y Erbil (Irak).
ACTIVIDAD GASTRONÓMICA
Desde el año 2006 a 2012 fue director de comunicación y proyectos de la Fundación Arte y Gastronomía. De 2012 a 2018 ocupó el cargo de director general y vicepresidente de Relaciones Externas de la Selección española de cocina profesional, y en 2011 fue designado miembro del International Board y copresidente del capítulo español del World Gastronomy Institute.
En 2011 dirigió el evento "Cubiertos por Lorca" en el que colaboraron de forma altruista más de cuarenta afamados chefs con sus equipos y la cooperación de numerosas marcas alimentarias  El evento se celebró en el Hotel Mirasierra de Madrid y logró más minutos en informativos que los partidos de fútbol dedicados a la misma causa benéfica. En "Cubiertos por Lorca" se sorteó entre los asistentes una mesa para el último día del famoso restaurante "El Bulli" de Ferran Adrià.
En 2014 Iglesias fue ´KeySpeaker` (Ponente Principal) en el 3rd UNESCO UNITWIN International Conference, Tourism and Gastronomy Heritage
Desde 2015 pertenece al Consejo de la Cátedra UNESCO de Alimentación, Cultura y Desarrollo UOC
En 2016 fue Presidente de EXPOFOODING World Conference Gastronomy and International Relations, un Congreso Mundial con representación de 72 países que contó con más de un centenar de simposios, seminarios, conferencias y actividades paralelas
Desde diciembre de 2017 es Secretario-General del World Gastronomy Institute, ONG presente en más de 40 países, con Estatus Consultivo reconocida acreditada por la Dirección de Asuntos Económicos y Sociales de la Organización de Naciones Unidas, Miembros de UNWTO y Entidad Colaboradora de la UNESCO Chair on Food, Culture and Development UOC, Miembros de UNITWIN. 
En 2018 José Manuel Iglesias fue Ponente Principal en el STHMCON en Shillong (India)
Desde 2019 forma parte del Board de Worldchefs (World Association of Chefs Societies) como Special Advisor to Education, cómo único Miembro español del Comité de Worldchefs.
En el ámbito docente, Iglesias es profesor invitado responsable de la asignatura «Imagen de marca» en restauración en la Cátedra Ferran Adrià de la Universidad Camilo José Cela.
En el apartado divulgativo colabora con el Instituto Cervantes, donde es conferenciante habitual en temáticas de cultura gasturonómica, habiendo participado en distintos ciclos como Palabras de Vino, El Yantar por tierras del Quijote o El Sabor de la Eñe, con la conferencia “Letras con Denominación de Origen” dentro de la actividad interactiva “Aromas gastronómicos en la Literatura Española”. 

## Libros
- Iglesias Fernández, J.M. (2004), Cocina para impresionar a los amigos.  Editorial Grupo Cibeles. Madrid. ISBN 84-934154-0-5
- Iglesias Fernández, J.M. (2011), Café se escribe con ce - El café en la Literatura Universal.  Editado por Fundación Arte y Gastronomía y Promocafé.

Ganador del Premio Gourmand World Cookbooks 2011, Mejor Libro de Cultura Gastronómica.
- Iglesias Fernández, J.M. (2020), editor y coautor de WGI Global Report 2020 - A Gastronomic Planet.  Editado por WGI- Editorial Bubok - .PDF edition: ISBN 978-84-685-5064-0 Print edition: ISBN 978-84-685-5063-3

Ganador Premio Gourmand World Awards 2020, Mejor Libro Profesional
- Iglesias Fernández, J.M. (2020), coautor de Gastronomía Peruana. Patrimonio Cultural de la Humanidad- Editado por Cátedra UNESCO Patrimonio Cultural y Turismo Sostenible USMP

Ganador Premio Gourmand World Awards 2020, Mejor Libro UNESCO

## Cine documental
- Largometraje 120 m Compañero del Alma, elegía a Miguel Hernández, poeta (2005).